# Pedro Cafferata
Pedro Cafferata Battilana (Génova, 1834 - Huaraz, 1925) fue un empresario minero y político italiano que se asentó en la ciudad peruana de Huaraz para explotar los yacimientos mineros del Callejón de Huaylas y de la Zona de los Conchucos. Fue alcalde de Huaraz en dos períodos y cónsul del Reino de Italia en Huaraz entre 1905 y 1920.

## Biografía

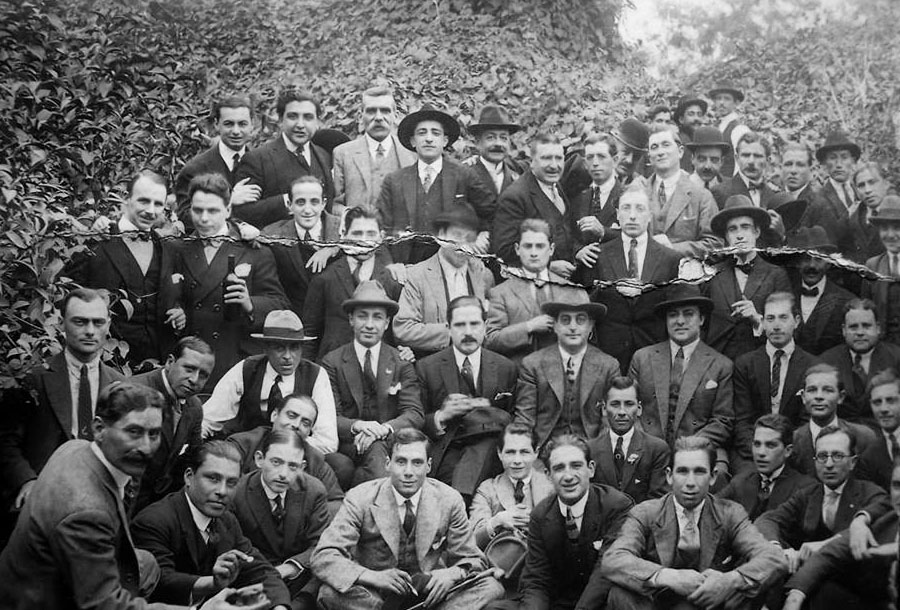
Miembros de la compañía minera El Vesubio de Chacas, a inicios del

Nacido en Génova, en 1860 emigró con su familia a la Argentina, asentándose en Buenos Aires. Fue pariente de Juan Manuel Cafferata, político argentino, quien llegó a ser Gobernador de la Provincia de Santa Fe.
En 1880, durante el auge minero que vivía el Perú, se asentó en Mollendo explorando territorios mineros sin mucho éxito y, en 1885, pasó a residir en Huaraz, explorando los yacimientos del Callejón de Huaylas y de Conchucos. En 1887, fundó en Chacas la empresa minera «El Vesubio», en sociedad con empresarios italianos, ingleses y croatas, iniciando la explotación de ricas menas de plata y plomo argentífero localizadas en la quebrada Vesubio, dentro de la Cordillera Blanca. También, encargó la construcción de una planta flotadora en Pompey - Huallin (que continúa en funcionamiento) y se reacondicionaron hornos de fundición de la época colonial. La empresa minera tuvo su pico de producción entre 1900 y 1970, hasta que el terremoto de Áncash de 1970 destruyó su planta flotadora.
Además de la empresa minera, adquirió en Chacas dos haciendas agrícolas para el sustento de sus minas, las haciendas Santa Catalina y Chacapata. Todos estos negocios fueron administrados por sus sobrinos Gerónimo Olivieri Cafferata y los hermanos Domingo y Luis Cafferata D'Lorenzzi. Paralelamente, fue socio y propietario de varias empresas mineras en Chacas, Huaraz, Huari y Ticapampa. 
En 1894 se unió en Huaraz con Rosenda Peñaranda y Huerta con quien tuvo dos hijos. Su hija mayor, Catalina Cafferata Peñaranda se casó en Lima con el migrante italiano Fortunato Brescia Tassano, fundador del grupo Brescia Cafferata, hoy Grupo Breca.